# Humbert I del Vienès
Humbert I, nascut vers 1240, mort el 12 d'abril de 1307, fou baró de la Tour-du-Pin, abans d'esdevenir, per matrimoni, delfí del Vienès. Era fill d'Albert III, baró de la Tour-du-Pin, i de Beatriu de Coligny. La seva mare era ella mateixa filla d'Hug I, senyor de Coligny, i de Beatriu d'Albon, delfina del Vienès.

## Biografia
Humbert va esdevenir delfí el 1282 a la mort del seu cunyat Joan I germà de la seva dona Anna de Borgonya. Robert II de Borgonya va reclamar la successió com a parent mascle més proper de Joan I del Vienès, el que suposadament el feia millor hereu que Anna de Borgonya. Aquesta reivindicació portarà a diversos combats sagnants i setges.
Humbert va contribuir a l'ampliació del Delfinat integrant la seva baronia de La Tour-du-Pin, que tallava les comunicacions entre la Senyoria de Bresse i la Savoia (dos dominis del comte de Savoia) al Delfinat. No podent tolerar aquesta nova trava, el comte Felip I de Savoia va entrar en guerra oberta amb el seu veí el 1282. Aquesta guerra, com la majoria dels conflictes medievals, no fou més que una successió de cavalcades, terme consagrat per designar incursions en territori enemic destinades a destrossar les collites i sembrar el terror entre els habitants.
Les comandes de l'Alt Gresivaudan foren afectats des de l'adveniment d'Humbert per una successió de cavalcades savoianes: Avalon fou atacada l'agost però la defensa heroica d'una companyia d'arbalaters de Grenoble va impedir la seva presa. Aquesta vila fronterera fou de nou atacada dues vegades en la setmana abans de Tots Sants. Tots els molins foren destruïts. Aquesta mateixa setmana, Bellecombe també fou atacada. Finalment el desembre, Lluís, segon nebot del comte Felip, acompanyat de 48 cavallers, va assetjar sense èxit el castell de la Buissière i es va haver de retirar després d'haver aconseguit només fer sis presoners. Aquesta guerra s'acabarà el 1286 pel tractat de París.
Aquest mateix any el castellà de Bellecombe, Aimeric de Briançon, fou pressionat pel comte de Savoia per retre-li homenatge, la qual cosa va fer. Això significava que la comanda de La Buissière i el seu castell tornaven a ser la primera línia de defensa del domini delfinal a la riba dreta. No podent acceptar aquesta pressió sobre les seves terres, Humbert I va proposar un hàbil mercat a Aimeric consistent a l'intercanvi de la seva comanda de Bellecombe contra la de Varces, el que fou acceptat el 1289. Bellecombe va esdevenir així definitivament delfinesa, amb gran furor del comte de Savoia, Amadeu el Gran.
Decidit a venjar-se, aquest va atacar i destruir la vila de Bellecombe, assassinat als seus habitants. Prosseguint la seva cavalcada al Gresivaudan, va cremar els pallers i les cases que va trobar, posant setge davant el castell de La Terrasse defensat pel castellà Hug d'Arces. L'assalt va durar una jornada sencera però va fracassar, deixant nombrosos soldats morts. En la retirada el savoià va incendiar Barraux i va arrasar la torrassa Delfinesa que estava construïda a l'emplaçament de l'actual Fort Barraux. Aquest últim acte de venjança el perdrà, ja que el temps passat en la demolició de la torrassa va anar en benefici d'Humbert I que, havent reunit un petit exèrcit de socors compost sobretot de nobles i cavallers de La Buissière, li va parar una emboscada al bosc de Servette entre Barraux i Chapareillan. Deixant passar l'avantguarda savoiana, va caure sobre la resta de la tropa d'Amadeu al que va derrotar, matant un gran nombre de soldats savoians i fent una multitud de presoners. Aquest conflicte va prendre fi el 1293 pel tractat de Sant Jean de Moirans.
Per haver intentat expedicions guerreres contra el comte de Savoia i haver omplert als seus súbdits amb peatges abusius, Humbert caurà sota el cop d'una triple excomunió. Això no li impedirà acabar la seva vida a la cartoixa de Vall de Santa Maria el 1306 o 1307 deixant el poder al seu fill Joan II del Vienès.

## Matrimoni i fill
Humbert es va casar l'1 de setembre de 1273 amb Anna de Borgonya amb la que va tenir:
- Joan II del Vienès (1274-1319), delfí del Vienés,
- Hug de la Tour du Pin (mort en 1329), baró de Faucigny per donació de la seva àvia Beatriu de Faucigny, el 1303,
- Guiguó de la Tour du Pin (mort en 1319), senyor de Montauban,
- Alix (1280-1309), promesa a Amadeu V de Savoia però que es casarà el 1296 amb Joan I de Forez (1275-1333), comte de Forez,
- Maria de la Tour du Pin (morta com a religiosa a Salètes vers 1355) casada abans de ser monja amb Aymar de Poitiers-Valentinois, net d'Aymar III de Poitiers-Valentinois, comte de Valentinois,
- Margarida, casada el 1303 amb Frederic I de Saluzzo o Saluças (mort el 1336), marquès de Saluzzo (1330-1336), fill de Manfred V de Saluzzo,
- Beatriu de la Tour du Pin (1275- Casselle 10 de juny de 1347), casada el 1312 amb Hug I de Chalon-Arlay (1288-1322), senyor d'Arlay,
- Enric Delfí o Enric de la Tour du Pin, dit el Vienès (1296-1349), bisbe de Metz,
- Caterina de la Tour du Pin (morta el 1337) casada el 1312 amb Felip I de Piemont (1278-1334), comte de Piemont i príncep d'Acaia (1301-1307, pel seu anterior matrimoni).

Així Humbert I va esdevenir delfí per dret uxori. Anna de Borgonya va morir el 1296/1298. El seu marit li va sobreviure fins al 1306 (o 1307) i va seguir administrant el Delfinat en nom del fill Joan II.